# معركة ظهر الحرة
معركة ظهر الحرة او يوم ظهر الحرة وهي معركة ويوم من أيام العرب في الجاهلية بين بني صاهلة من هذيل وبين بني سليم بالقرب من بئر قديمة تسمى ظهر الحرة.

## سير المعركة
نقل أبو سعيد عن ابن سلام الجمحي سير المعركة فقال : وكان بين بنو صاهلة من هذيل وبين بنو سليم حربا في الجاهلية قبل الإسلام. فخرج بنو صاهلة من هذيل يقودهم سيد بني صاهله غافل بن صخر الهذلي إلى ديار بنو سليم. فلقيهم رجل من بني كاهل بن عامر من هذيل اسمه العجلان بن خليدة فدلهم على قرية من قرى بنو سليم يسكنها ستون بيتا ( عائلة ) وهم بطن من بني ظفر من سليم يقال لهم بنو هلال بن قدم . فخرج لسليم العجلان بن خليدة الهذلي وقال اين انتم عن صيد بئر ظهرة الحرة؟  فأقبلوا معه واقتربوا من البئر فقال لهم العجلان أبقوا في مكانكم حتى أنفض لكم الماء فقام يرتجز.
فعلمت بنو سليم ان طبول المعركة قد بدأت ثم نادى منادي بنو سليم فقال ردوا على الماء فليس هناك أحد وكان بنو سليم مائة رجل. فخرجت بنو صاهلة من هذيل من جوانب الوادي وحاصروا بنو سليم فوقع القتال وقتلوهم جميعا وأخذوا أسلابهم واموالهم. وأسرت هذيل سيدان من سادات بنو سليم وهم عائذ السلمي ومعوذ السلمي فباعوا أحدهم في سوق العبيد في مكة وقتلوا الأخر. فقال العجلان بن خليدة الهذلي يذكر ذلك.

## ما ذكرة النبي
وقد روى أبو سعيد عن ابن سلام الجمحي في ذكر سياق أحداث المعركة حديثا عن النبي محمد صلى الله عليه وسلم قال فيه يوصيهم «يا هذيل لا أوصينكم بسليم ويا سليم لا أوصينكم بهذيل». ويبدوا ان هذه الوصية جاءت بعد عدة معارك بين بنو سليم وهذيل منها هذه المعركة.